# 무스타파 살리푸
무스타파 살리푸(프랑스어: Moustapha Salifou, 1983년 6월 1일 ~ )는 토고의 전 축구 선수로, 현재 독일의 바이에른리가 클럽인 튀르크스포르 아우크스부르크에서 주로 미드필더로 뛰고 있다. 그는 2006년 FIFA 월드컵에서 토고 국가대표팀을 대표했다. 그는 잉글랜드의 프리미어리그 클럽인 애스턴 빌라에서 4년을 보냈고, 그의 나머지 프로 경력은 독일, 프랑스, 스위스 리그 시스템의 낮은 수준에서 보냈다.

## 어린 시절
로메에서 태어난 살리푸는 그의 고향 토고에서 AC 메를란과 함께 그의 경력을 시작했고, 잉글랜드로 옮기기 전에 스위스 팀 FC 빌, 프랑스 팀 스타드 브레스투아 29, 그리고 독일 팀 로트바이스 오버하우젠에서 잠깐 동안 활동했다.

## 구단 경력

### 애스턴 빌라
2007년 8월 31일, 살리푸는 애스턴 빌라와 1년 계약을 맺었고, 성공적인 재판 끝에 명목상의 이적료로 합류했다. 마틴 오닐은 "그는 이 수준에서 성공하기 위한 강한 결심을 가지고 있으며, 훌륭한 자산임이 입증될 수도 있다"라고 논평했다. 하지만 살리푸는 취업 허가를 받는 데 문제가 발생했고, 스위스에 있는 자신의 오래된 클럽과 함께 훈련해야 했다.
2007년 9월 25일, 살리푸는 취업 허가를 받았고, 1주일 이내에 선수단에 합류할 것으로 알려졌지만, 2007년 10월 18일까지 새 구단에 합류하지 않았다. 살리푸는 2007년 10월 22일, 애스턴 빌라에서 데뷔 전을 치렀고, 첼시를 상대로 6-0으로 이긴 경기에서 두 골을 넣었다. 그는 2008년 1월 12일, 레딩과의 경기에서 90분 교체 투입되어 1군 데뷔 전을 치렀다. 경기에 출전하지 않았음에도 불구하고, 홀테 엔드는 그의 이름을 보니 M.의 〈Daddy Cool〉 노래에 맞춰 크게 외쳤다. 그는 이후 계약 기간 1년 연장으로 보상을 받았다. 살리푸는 2008년 3월 15일, 포츠머스 원정 경기에서 후반 교체로 출전하여 2-0으로 패한 맨체스터 유나이티드 원정 경기에 출전했다. 2008년 11월 6일, 마틴 오닐은 슬라비아 프라하와의 빌라의 UEFA컵 경기에 선발 출전하기로 결정했다. 살리푸는 선발 출전하여 90분을 소화했다.
2009-10 시즌 동안 클럽에서 거의 출전하지 않았음에도 불구하고, 살리푸는 2010-11 시즌에 케빈 맥도널드의 22인 프리미어리그 감독 대행 팀에 이름을 올렸다. 그는 이 시즌에도 영향을 미치지 못했고, 2011년 1월에 AS 모나코에서 트라이얼을 받았다. 2011년 1월, 장 마쿤이 빌라에 도착하면서, 살리푸는 등번호 17번이 마쿤에게 주어진 후 한동안 등번호가 없는 자신을 발견했다. 그러나, 그는 나중에 등번호 37번을 받았다. 이 기간 동안 살리푸는 리저브 팀에서 그의 경험을 빌라 유소년들에게 자주 전하며 찬사를 받았다. 5월 27일, 애스턴 빌라는 살리푸가 계약 만료 후 클럽에서 방출된 많은 선수들 중 한 명이라고 발표했다.

### 이후
살리푸는 2015년 튀르크스포르 아우크스부르크에 입단해 바이에른리가에서 활약했다. 2016년 초, 그는 경기 중 심판에게 소리를 지른 것으로 인해 8경기 출전 금지 징계를 받았다. 2021년 8월, 그는 인터뷰에서 2021-22 시즌을 끝으로 은퇴할 의사를 밝혔다.

## 국가대표팀 경력
살리푸는 토고 국가대표팀의 일원이었고, 2006년 FIFA 월드컵에 차출되었다. 그는 월드컵에서 대한민국, 스위스, 프랑스를 상대로 토고의 조별 리그 세 경기에 모두 출전했다.
살리푸는 2006년 월드컵에서 긍정적인 활약을 펼친 후 많은 프랑스 리그 클럽들의 관심을 불러일으켰고, 살리푸의 플레이메이킹 특성으로 인해 동료 에마뉘엘 아데바요르로부터 "토고의 지단" 또는 "8인 8색의 위대한 선수"라는 별명을 얻었다.
2010년 1월 8일 아프리카 네이션스컵에 참가하는 토고 선수단이 탑승한 버스는 괴한들의 공격을 받았다. 살리푸는 공격 도중 버스에 타고 있었는데, 사건 이후 "흔들렸지만 괜찮다"는 말을 들었다.